# Unfun
Unfun (с англ. — «Невесёлый») — дебютный студийный альбом американской панк-рок-группы Jawbreaker, выпущенный в мае 1990 года на лейбле Shredder Records. Сменив несколько названий и состав, Jawbreaker отправили копию песни «Shield Your Eyes» в панк-издание Maximumrocknroll, которое позже привлекло внимание основателя Shredder Records Мела Чепловица. После выхода мини-альбома Whack & Blite и сингла «Busy» участники группы вернулись к учёбе. Пока это происходило, они написали материал, который должен был появиться на их дебютном альбоме, который затем был записан с продюсером Ричардом Эндрюсом.
Unfun получил в целом положительные отзывы от музыкальных критиков, которые похвалили звучание альбома. Это альбом в жанрах панк-рока, поп-панка и хардкор-панка, причём большинство песен было написано в нью-йоркской квартире фронтмена Блейка Шварценбаха. В период с июня по сентябрь 1990 года Jawbreaker отправились в десятинедельное турне по Соединённым Штатам с Econochrist для продвижения альбома. После его завершения группа распалась, и участники вернулись к образованию. Позже Shredder Records переиздали её на CD в 1992 и 2002 годах; барабанщик Адам Пфалер переиздал её на своём лейбле Blackball Records в 2010 году.

## Предыстория
После перевода в школу Crossroads в Санта-Монике, штат Калифорния, в возрасте 16 лет Адам Пфалер познакомился с Блейком Шварценбахом. Оба плюс общий друг сформировали группу Red Harvest на первом курсе, но в конечном итоге распались перед выпуском. После этого Пфалер поступил в Университет Санта-Моники, в то время как Шварценбах поступил в Калифорнийский университет в Санта-Крузе; Крис Бауэрмейстер тем временем поступил в Нью-Йоркский университет. Бауэрмайстер присоединился к Butcher Clyde после того, как узнал, что они ищут басиста, хотя они расстались на втором курсе. Вскоре после этого Бауэрмайстер решил создать свою собственную группу. В конце 1986 года Пфалер и Шварценбах переехали в Нью-Йорк, чтобы поступить в Нью-Йоркский университет, где узнали, что Бауэрмайстер ищет участников группы. Трио отыграло свою первую совместную репетицию в ноябре 1986 года в студии Giant Studios, которая находилась недалеко от их общежитий в Нью-Йоркском университете. Первоначально они носили название Thumb, прежде чем сменить его на Terminal Island.
В течение своего первого года они безуспешно прослушивали ведущих вокалистов. Вскоре после этого Пфалер перевёлся в Калифорнийский университет в Лос-Анджелесе; вместо того чтобы искать нового барабанщика, группа продолжала встречаться и писать песни, когда позволяли перерывы в их образовании. В начале 1987 года они записали инструментальную пятидорожечную демо-кассету. Во время учёбы в Калифорнийском университете в Лос-Анджелесе Пфалер пригласил Джона Лю в качестве вокалиста. Лю ранее был фронтменом Magnolia Thunderpussy, которые ранее выступали с Red Harvest. С середины 1988 года Бауэрмайстер и Шварценбах решили взять годичный перерыв, чтобы сосредоточиться на группе, переехав при этом в Лос-Анджелес. В течение этого времени они выступали под названием Rise, и к октябрю 1988 года они записали семь треков в студии в Санта-Монике. Лю исполняла вокал почти в каждой песне, за исключением «Shield Your Eyes», в которой пел Шварценбах. В следующем месяце, после записи нового вокала для «Shield Your Eyes», Бауэрмайстер и Пфалер решили, что Шварценбах должен стать их новым фронтменом, и отпустили Лю.

## Запись
Копия «Shield Your Eyes» была отправлена панк-издательству Maximumrocknroll, которое затем включило её на своей радиостанции. Основатель Shredder Records Мел Чепловиц услышал песню и сразу же попросил группу внести свой вклад в предстоящий сборник песен различных исполнителей. Они узнали о другой группе под названием Rise; трио записало новые названия для группы и поместило их в шапку, в итоге остановившись на Jawbreaker. The World’s in Shreds Volume II, в котором была представлена песня «Shield Your Eyes», был выпущен в феврале 1989 года. В том же месяце группа записала демо-запись. В последующие недели они выступали в различных клубах Лос-Анджелеса. В мае и июне 1989 года они записали мини-альбом Whack & Blite и сингл «Busy» с звукоинженером Майклом Джеймсом; оба они были выпущены на лейбле Пфалера Blackball Records.
Вскоре после этого они записали ещё одну демо-кассету, на которой были более мрачные по звучанию песни с большим акцентом на бас-гитаре. Бауэрмейстер и Шварценбах вернулись в Нью-Йоркский университет на последний год обучения, где продолжили писать материал. Они аранжировали песни, вошедшие в их дебютный альбом, в Рождественский период. В январе 1990 года группа вылетела в Лос-Анджелес; запись Unfun продолжалась до февраля 1990 года, в течение 60 часов, на радиостанции Radio Tokyo, расположенной в Венисе, штат Калифорния. Звукоинженер Ричард Эндрюс продюсировал записи вместе с участниками группы. Во время сессий группа перезаписала несколько песен со своих демо-кассет. В ретроспективном интервью Шварценбах сказал, что у них был единый подход к созданию Unfun: «с ограниченными способностями и безграничным энтузиазмом». Песня «Busy», которая была первоначально записана в той же студии в июне 1989 года, была ремикширована для включения в альбом. Звукоинженер Майкл Джеймс занимался записью оригинальной версии «Busy». Альбом был сведён на Radio Tokyo с использованием деки для сведения, предоставленной Джеффом Мартином, который также предоставил усилители. Затем Джон Голден провёл мастеринг песен на студии Golden Mastering в Вентуре, Калифорния.

## Композиция и стиль
Обсуждая название Unfun в интервью Maximumrocknroll, Бауэрмейстер объяснил это тем, что участникам Jawbreaker «не везёт»: «Кажется, мы постоянно повторяем череду неудач. К сожалению, с каждым разом ситуация становится только хуже. Переломный момент одной группы — это, по сути, наша повседневная жизнь». В музыкальном плане звучание альбома было описано как панк-рок, поп-панк и хардкор-панк, с элементами пост-панка. В своей книге «24-часовая терапия мести» (2018 г.), посвящённой группе, Ронен Гивони сказал, что они звучат «неровно и в зачаточном состоянии: группа учится избавляться от веса своих героев или решает, хотят ли они звучать больше как Hüsker Dü, Scratch Acid или The Jesus Lizard». Хорхе Мартинс, штатный рецензент Ultimate Guitar, они рассматривали Unfun как нечто среднее между звучанием Descendents и Hüsker Dü, отмечая, что откровенный лиризм и «интенсивная подача вокала» от Шварценбаха помогли Jawbreaker выделиться среди их современников. Обсуждая процесс написания, Бауэрмейстер объяснил, что Шварценбах или он сам сочинял гитарный рифф, в то время как другой придумал дополнительную партию; затем они «заставляли Адама выучить это за короткий промежуток времени». Шварценбах сказал, что Пфалер коллективно потратил восемь дней на изучение всего материала. По его оценкам, около семи песен были написаны в его нью-йоркской квартире. В интервью 2010 года Пфалер сказал, что они «недостаточно хорошо держались в покое. Это должно быть так долго. Как будто партии должны быть намного длиннее, а мы играем их намного быстрее, и это безумие».

### Песни
В открывающей альбом песне «Want» Гивони сравнил стихотворные фрагменты со словами Аллена Гинзберга: «переполненная чувствами исповедь библиофила, которому есть что сказать». Журналист Дэн Оззи в своей книге «Распродажа: Массовое помешательство крупных лейблов, охватившее панк, эмо и хардкор в 1994—2007 годах» (2021 г.), сказал, что песня, в отличие от большинства на Unfun, продемонстрировала склонность группы создавать «запоминающиеся песни, когда они этого хотели». Он отметил, что припев появился только в середине песни, «но это было незабываемо, когда это наконец произошло». Шварценбах сказал, что «Seethruskin» был о «далеко идущем расизме, который является результатом апатии и классовых разногласий в школах и районах». «Imaginary War» включает в себя семпл крика, взятый из фильма «Воины» (1979 г.). В «Busy» Шварценбах пытается помочь другу, у которого психическое расстройство, и за ним следует антипорнографическая песня «Softcore». Текст песни «Driven» посвящён апокалиптической тематике, в то время как следующая песня — «Wound», посвящена чувству вины и неуверенности в себе. В «Gutless», Шварценбах размышляет, верен ли друг самому себе. В «Lawn» подробно описывается сценарий в стиле Рэймонда Карвера млд., в котором мужчина наблюдает за своей семьёй из загробной жизни. «Crane» напоминает о раннем хардкор-панке; «Eye-5» предвещает звучание, которое группа использовала на втором и третьем студийных альбомах Bivouac (1992 г.) и 24 Hour Revenge Therapy (1994 г.). Миша Перлман из Louder сказал, что песня описывает аморального водителя грузовика из гаража, который превращается в убийца, призванный «очистить мир от злодеев в предполагаемой попытке вознестись на небеса».

## Художественное оформление
На обложке изображён кот по имени Сэмми, который жил у Шварценбаха и его девушки в их нью-йоркской квартире. Шварценбах объяснил, что он часто отдыхал на полу, в то время как животное отдыхало на диване, наблюдая за ним. Он «продолжал думать, что это действительно круто смотрится, он выглядит крупнее, чем в жизни, и в этом также есть определённый комический элемент», и решил сфотографировать Сэмми. Фотографию на обложке в конечном итоге предоставил Брендан Мёрдок из Mood Swing, а Уэйд Грэм — фотографию на обороте. Jawbreaker, Мюррей Боулз и Пол Робинсон также представили фотографии для вставки; последний из них также разместил фотографию с концерта на задней обложке.

## Выпуск и продвижение
Альбом Unfun был выпущен в мае 1990 года на лейбле Shredder Records. В поддержку альбома группа отправилась в десятинедельный тур по Северной Америке, который ознаменовал их первые гастроли с июня по сентябрь 1990 года. В этом походе их сопровождали хардкор-панк группы Econochrist и Filth. Шварценбах сам забронировал тур, получивший название «The Fuck 90 tour», воспользовавшись телефонной карточкой своего отца и экземпляром «Book Your Own Fuckin' Life», путеводителя Maximumrocknroll по концертным площадкам. Отец Шварценбаха дал ему эту карточку на случай непредвиденных обстоятельств, и впоследствии у него были неприятности с ним; он рассуждал так: «когда ты на гастролях, всё становится критическим». Оглядываясь назад, он сказал, что понятия не имел о том, «что я делал — и это заметно»; по его оценкам, у Jawbreaker было около шести положительных концертов, а остальные — «возможно, 25 совершенно забывчивых метал-шоу клубного типа во Флориде».
Через две недели между участниками возник конфликт, которым не нравилось торчать в машине по десять часов кряду. Jawbreaker в основном избегал выступать с песней «Busy» во время этих гастролей из-за того, что у Шварценбаха возникали проблемы с горлом. Противоречивые характеры Бауэрмейстера и Шварценбаха привели их к вражде. Первый из них страдал от недиагностированной депрессии, из-за чего чувствовал себя третьим лишним по сравнению с Пфалером и Шварценбахом. Бауэрмейстер сказал, что, хотя гастроли и были захватывающим опытом, они осложнили их личные отношения до такой степени, что он не разговаривал с Пфалером и Шварценбахом к тому времени, когда они добрались до Канады. Несмотря на то, что тур помог группе закрепиться в национальном панк-турне, напряжённость в отношениях между участниками привела к тому, что по возвращении домой они разошлись. После этого Бауэрмейстер и Шварценбах вернулись в Нью-Йоркский университет, после чего несколько месяцев не общались.

### Переиздание
В 1992 году Shredder выпустили альбом на CD. По предложению Чепловица, все песни с мини-альбома Whack & Blite были включены в эти издания. Группа согласилась, зная, что мини-альбом на тот момент ещё не был издан. В интервью несколько лет спустя Бауэрмейстер сказал, что лейбл не был заинтересован в переиздании альбома на виниле, поскольку никто не был заинтересован в Whack & Blite. Лейбл Shredder Records переиздал диск в digipak-упаковке в 2002 году.
В январе 2008 года Пфалер объявил, что альбом Unfun будет переиздан позднее в этом году; в следующем месяце Джон Голден и Пфалер провели ремастеринг альбома. В последующем обновлении Пфалер сказал, что остальная часть их каталога будет переиздана в «своё время». По словам Пфалера, Голден осмотрел мастер-кассеты, «понюхал их и сказал: „О-о-о, так дело не пойдёт, ты должен пойти и разобраться с этим“». Это побудило пару «выпечь» их, чтобы перевести аудио в цифровой формат перед ремастерингом. В октябре 2008 года Пфалер сказал, что возвращается в студию, чтобы продолжить работу над ремастером, так как в этом первом варианте были «„трепетания“, что является техническим способом сказать, что из-за липких вставок между песнями начало и концовка звучат так, как будто они были пьяны, что является красноречивым способом сказать, что это был полный пиздец». Хотя изначально планировалось, что это переиздание будет эксклюзивным для Hot Topic, позже от этого отказались. В конечном итоге это издание было выпущено 30 марта 2010 года, с добавлением 7-дюймового микса «Busy» в качестве бонус-трека, который был исключён из единственного сборника группы Etc. (2002 г.). Буклет включает в себя все иллюстрации, относящиеся к Whack & Blite, а также фотографии группы, записывающей альбом. С тех пор лейбл Blackball Records переиздавал его на виниле в 2015 и 2022 годах.

## Отзывы критиков
| Оценки критиков  | Оценки критиков |
| Источник         | Оценка          |
| ---------------- | --------------- |
| AllMusic         | [ 37 ]          |
| MusicHound Rock  | [ 56 ]          |
| Pitchfork Media  | 7.7/10          |
| Punknews.org     | [ 57 ]          |
| Record Collector | [ 58 ]          |

Рецензенты благосклонно восприняли звучание альбома. Джим Теста из Trouser Press написал, что альбом послужил «зажигательной альтернативой насыщенному тестостероном трэшаку хардкора 80-х, доказав, что запоминающийся поп-панк может обеспечить такую же интенсивность ощущений и духа». Келсо Джекс из CMJ New Music Report отметил, что «поп-хуки слились воедино с невероятной интенсивностью. Это сочетание позволило Jawbreaker плеваться и пинаться, при этом не скрывая своего таланта». Чарли Доэрти из Seattle Post-Intelligencer сказал, что в Unfun слушатель «слышит грубое и драйвовое звучание Jawbreaker, и в большинстве песен это делает материал запоминающимся». Автор Барри М. Прикетт, писавший в «MusicHound Rock: The Essential Album Guide» (1999 г.), рассматривал Unfun как лучшую точку входа для новых поклонников и предостерегал всех читателей, которые играли музыку, от того, чтобы уходить, «потому что вы знаете, что никогда не сможете сравняться с ним, не говоря уже о том, чтобы превзойти его». Брайан из Pitchfork Media написал, что альбом демонстрирует «убеждённость группы в том, что панк может открыться для поп-музыки, оставаясь при этом хардкорным, поскольку в ретроспективном свете тщетности это звучит актуальнее, чем когда-либо». Рассматривая ремастер-версию альбома, штатный писатель Punknews.org Брайан Шульц сказал, что это «кажется, добавляет немного больше „попсовости“ в общее сочетание; перкуссионные нюансы также стали более отчётливыми». В своей статье, опубликованной в 2018 году, Гивони похвалил продюсирование, поскольку оно позволило группе начать постепенно продвигаться к тому, к чему они будут стремиться на последующих релизах.
Критики также высоко оценили тексты Шварценбаха. Энди Гринвальд, автор книги «Нет ничего приятнее: панк-рок, подростки и эмо» (2003 г.), считает, что лирика выделила Jawbreaker среди их коллег из Северной Калифорнии. Обозреватель AllMusic Майк Даронко написал, что группа «создаёт подходящий музыкальный фон для личной жизни, которую они не боятся демонстрировать». Автор Record Collector Миша Перлман назвал этот релиз «самым простым» релизом группы, «и всё же они по-прежнему демонстрируют неуёмный интеллект, который возвысил группу над большинством — если не над всеми — их панк-современниками». Майкл Нельсон из Stereogum сказал, что песни были «почти повсеместно убогими, но тексты были настолько конкретными и цитируемо умными, что они оказались скорее убедительными, чем депрессивными, в то время как аранжировки <…> были положительно очищающими». Автор Treble Эрнест Симпсон сказал, что если он слышал «вдумчивые тексты в сочетании с непредсказуемыми и джаггернаутскими композициями этого мощного трио, написанными ранее в их жизни, у меня бы взорвалась башка».

### Влияние
В интервью Alternative Press, посвящённом четвёртому студийному альбому Jawbreaker Dear You (1995 г.), Шварценбах раскритиковал Unfun, заявив, что ему не хватает сплочённости. В ретроспективной статье о панк-альбомах 1990 года Тим Стегалл из Alternative Press написал, что Unfun стал «ещё одним краеугольным камнем как растущей панк-поп-сцены, так и будущего всплеска эмо». Альбом оказал влияние на Джима Уорда из At the Drive-In, который начал писать музыку из-за этого, в частности благодаря песне «Want». Джейд Пьюджет из AFI также сказал, что альбом оказал влияние на его игру на гитаре, в то время как канадская группа Unfun взяла своё название от альбома . Для трибьют-альбома Bad Scene, Everybody's Fault: Jawbreaker Tribute (2003 г.), группа Name Taken исполнила кавер-версию песни «Want», а Duvall  — кавер-версию песни «Busy». Lagwagon исполнили кавер на песню «Want» для своего мини-альбома A Feedbag of Truckstop Poetry (1999 г.). Гордон Уизерс записал кавер-версию «Want» для своего альбома Jawbreaker on Cello (2019 г.), который появился благодаря его участию в документальном фильме Jawbreaker «Don't Break Down» (2017 г.). Журнал Kerrang! поместил Unfun на 30-е место в их списке «50 лучших альбомов 1990 года». А Cleveland.com поместил «Want» на 62-е место в их списке «100 величайших песен в стиле поп-панк всех времён»; Alternative Press также включила её в свой собственный короткий список. Песня также попала в списки лучших песен Jawbreaker от God Is in the TV, Louder, и Stereogum, в то время как «Busy» появился в списке Alternative Press.

## Список композиций
Все тексты написаны Блейком Шварценбахом, вся музыка написана группой Jawbreaker.
| №                   | Название            | Длительность |
| ------------------- | ------------------- | ------------ |
| 1.                  | «Want»              | 3:22         |
| 2.                  | «Seethruskin»       | 2:24         |
| 3.                  | «Fine Day»          | 4:27         |
| 4.                  | «Incomplete»        | 2:41         |
| 5.                  | «Imaginary War»     | 4:00         |
| 6.                  | «Busy»              | 4:24         |
| 7.                  | «Softcore»          | 3:27         |
| 8.                  | «Driven»            | 3:30         |
| 9.                  | «Wound»             | 2:52         |
| 10.                 | «Down»              | 3:32         |
| 11.                 | «Gutless»           | 2:53         |
| 12.                 | «Drone»             | 3:48         |
| Общая длительность: | Общая длительность: | 41:06        |

| №                   | Название            | Длительность |
| ------------------- | ------------------- | ------------ |
| 13.                 | «Lawn»              | 3:28         |
| 14.                 | «Crane»             | 3:40         |
| 15.                 | «Eye-5»             | 5:50         |
| Общая длительность: | Общая длительность: | 54:06        |

| №                   | Название            | Длительность |
| ------------------- | ------------------- | ------------ |
| 16.                 | «Busy (7" Mix)»     | 4:30         |
| Общая длительность: | Общая длительность: | 58:36        |

## Участники записи[20]
| Jawbreaker - Блейк Шварценбах — вокал, гитара - Крис Бауэрмейстер — бас-гитара - Адам Пфалер — барабаны Производственный персонал - Ричард Эндрюс — продюсер, звукоинженер - Группа Jawbreaker — продюсеры - Джон Голден — мастеринг | Художественное оформление - Мюррей Боулз — фотограф (внутренние фотографии) - Брендан Мёрдок — фотограф (переднее фото) - Уэйд Грэм — фотограф (заднее фото) - Ноб Саттер — художественное оформление - Гордон Куртти — дизайн |